# Moccasin (Arizona)
Moccasin es un lugar designado por el censo ubicado en el condado de Mohave en el estado estadounidense de Arizona. En el Censo de 2010 tenía una población de 89 habitantes y una densidad poblacional de 44,86 personas por km².

## Geografía
Moccasin se encuentra ubicado en las coordenadas 36°54′35″N 112°45′16″O / 36.90972, -112.75444. Según la Oficina del Censo de los Estados Unidos, Moccasin tiene una superficie total de 1.98 km², de la cual 1.98 km² corresponden a tierra firme y (0%) 0 km² es agua.

## Demografía
Según el censo de 2010, había 89 personas residiendo en Moccasin. La densidad de población era de 44,86 hab./km². De los 89 habitantes, Moccasin estaba compuesto por el 98.88% blancos, el 0% eran afroamericanos, el 0% eran amerindios, el 0% eran asiáticos, el 1.12% eran isleños del Pacífico, el 0% eran de otras razas y el 0% pertenecían a dos o más razas. Del total de la población el 1.12% eran hispanos o latinos de cualquier raza.